# Иудеохристиане
Иудеохристиа́не (назареи) — ранние христиане из числа евреев, которые и после принятия нового учения продолжали соблюдение основных предписаний иудаизма. Появившись в качестве одного из мессианских движений в иудаизме, «еврейской секты», христианство, среди первых прозелитов имело евреев, считавших, что царство Мессии суждено только народу Израиля.
Вначале всех иудеохристиан именовали назареи, названием, которое обычно связывается с городом Назарет, где, согласно традиции рос Иисус, однако вероятнее происхождение этого именования от ивритского назир.
Согласно классификации христианских ересиологов, среди иудеохристиан выделялось четыре группы: эбиониты, назореи, элксаиты и симмахиане.
Иудеохристианство — принятое в науке общее именование ряда течений и богословских тенденций в раннем христианстве. Термин «иудеохристианство» (англ. Jewish Christianity; нем. Judenchristentum; фр. Judéo-Christianisme) появился у авторов XVIII века.
Христианство стало официальной государственной религией после императора Константина I. Иудейская христианская традиция, из которой возникло христианство, была почти уничтожена, а антисемитизм всё более укреплялся или даже становился неотъемлемой частью христианского мира.

## История и учения
Иудеохристиане вели миссионерскую деятельность в основном в еврейской среде. Неофиты из числа язычников обязывались при приёме в христианские общины следовать Моисеевым законам. Однако по мере роста числа неофитов из числа язычников иудеохристиан оттесняли на задний план. Этот процесс отразился в евангелиях, особенно, в посланиях Павла. Как сторонник равенства всех христиан в царстве Мессии, — таким путём им были созданы предпосылки для образования вселенской христианской церкви, — Павел, который часто проповедовал в синагогах в Малой Азии, на Кипре, в Македонии и Греции, отвергал обязательность законов Торы сначала только для прозелитов из числа язычников и только позднее — для христиан в целом. Это его учение вызвало религиозные споры между иудеохристианами и их противниками, которые не смог прекратить упоминаемого Деяниях апостолов Иерусалимского собора, согласно церковной традиции состоявшегося в 51 году н. э., компромиссное решение которого освободило от иудейских законов лишь христиан из язычников. Иудеохристиане стремились апеллировать к авторитету апостолов, рассматриваемых как «столпы» иерусалимской первообщины, к числу которых принадлежали Пётр (Симон) и Иаков, «брат господень», каноническое Послание которого адресовано лишь иудеохристианам, а также отчасти Иоанн Богослов, а их оппоненты — к «апостолу язычников» Павлу.
Иудеохристиан вытеснили из христианских общин еврейской диаспоры, и они утвердились в Иерусалиме. В 66 году большей части иудеохристиан удалось бежать до осады Иерусалима в Пеллу и Заиорданье. Брожения в среде иудеохристиан после разрушения Иерусалимского храма, а особенно в начале II века, стали причиной раскола в иерусалимской иудеохристианской общине — в так называемой Иерусалимской церкви. Сторонники радикального иудеохристианства, эбиониты (от ивритского эвйоним, `нищие`), требовали от всех христиан исполнения галахических предписаний. Умеренные иудеохристиане, они же назареи (назаряне), или назореи (вначале так именовались все иудеохристиане), считали, что соблюдение Галахи необходимо лишь для христиан из евреев, а для новообращённых из числа неевреев требуется принятие только основных, в основном этических норм, которые обязательны для всего человечества (Семь законов потомков Ноя). Это основное разногласие находится в соответствии с христологией двух данных течений иудеохристиан. Эбиониты считали Иисуса человеком, сыном Иосифа-плотника и Марии, пророка, который возвещал приход Мессии (согласно их представлениям — «главы ангелов»), а Павла считали лжепророком, глашатаем сатаны. Назареи видели в Иисусе сына Божия. В то же время большинство иудеохристиан, видимо, ставило под сомнение зачатие от святого духа. В арамейском языке, а также в иврите и в коптском языке святой дух — женского рода, то есть понимался как женское начало, что отражено в обнаруженном в Египте (Хенобоскион) коптском гностическом «Евангелии Филиппа». Догмат о непорочном зачатии, вероятно, появился среди тех, кто не говорил на арамейском, то есть вне Земли Израиля.
Этика эбионитов осуждала стяжательство и требовала общности имущества, что сближает их с иудейском группами кумранского (ессейского) направления — после 73 года н. э. часть ессеев соединилась с иудеохристианами, а также с еврейской группой последователей Иоанна Крестителя, частью которой также соединилась с эбионитами. Еще в середине II веках на различия между этими течениями в среде иудеохристиан указывал Юстин Великомученик. В результате смешения доктрин ессеев и христиан во II веке появилась группа элксаитов (или элхасаитов — название по имени основателя с именем Элксай или Элхасай), в учении которых элементы иудаизма соприкасались с чертами гностицизма, и хотя бы на этом основании эта группа считалась еретической как евреями, так и христианами. Из литературы этой группы известен «Апокалипсис Элхасая».
После поражения восстания Бар-Кохбы в 135 году н. э. и запрета иудеям от римлян вступать на территорию Иерусалима большая часть назареев в Иерусалиме слилась с последователями христианства из числа язычников в единую церковь, которая избрала для себя епископа «от необрезанных» — Марка. В некоторых местах группы назареев смогли удержаться до IV—V веков, что подтверждается Иеронимом, который получил от назареев (именуемых им также миним, как в Талмуде названы еретики) арамейское «Евангелие от евреев» (также называемое «Евангелие согласно евреям», или «Евангелие назареев», которое в своё время было каноническом). Иероним отмечал, что это Евангелие почитают также эбиониты, чтившие и Евангелие от Матфея, явно первоначально обращённое к иудеохристианам. Согласно одному из отцов церкви Иринею, II век, к Евангелию от Матфея обращались все иудеохристиане. Евсевий в своей «Истории церкви» (III, 39:1) приводил слова епископа Фригии Папия из Гиерополя середины II века: «Матфей записал изречения (логии) Господни на еврейском языке [арамейском?], а переводил их кто как мог». Видимо, переводчики и редакторы делали возможные вставки (1:18, 20; 8:11-13; 26:34-46, 69-75; 27:24-25; 28:19), которые шли вразрез с воззрениями иудеохристиан, а также самого Матфея. О том, что Евангелие обращалось к иудеохристианам свидетельствуют также оставшиеся без перевода в его греческом варианте ивритские слова. Без перевода приведено и арамейское маммона (в значении `богатство`; 6:24), которое отсутствует в Ветхом завете, но часто встречается в кумранских рукописях — идеология Кумранской общины отражена и в использовании понятий, которые бытовали в её среде («нищие духом»; 5:3 и др.). Часть эбионитов соединилась с элксаитами, их полемика с христианской церковью отражена в назидательном сочинении, которое известно под названием Псевдо-Климентин (включает атрибутируемые Петру проповеди и дискуссии с Симоном-волхвом, гностиком), созданном, предположительно, в Сирии до 217 года.
В начальный период истории в числе иудеохристиан имелись воинствующие патриоты Иудеи, включая апостола Симона Зелота и автора «Апокалипсиса Иоанна», что жаждал мести «Вавилонской блуднице» — Риму и изобличал «тех, которые говорят о себе, что они иудеи, а они не таковы» (Откр. 2:9; 3:9). Однако после бегства иудеохристиан в Пеллу в их общинах взяло верх стремление отмежевания от иудаизма и от общей судьбы с еврейским народом, что стало началом их разрыва с еврейской средой. Они начали отвергать еврейские мессианские надежды на восстановление Храма, еврейскую национальную и религиозную независимость, а произошедшая с евреями трагедия трактовалась ими как кара за неприятие нового учения и попустительство в том, что Иисус был распят. Иудеохристиане не участвовали в еврейских восстаниях в диаспоре (115—117) против императора Траяна и под водительством Бар-Кохбы (132—135), в чем евреи усмотрели не только религиозное отступничество, но и отступничество от народа. Вначале евреи неоднозначно относились к иудеохристианам. Так, около 63 года саддукеи предали суду и побиению камнями главу иудеохристиан в Иерусалиме — Иакова Младшего, брата Иисуса (см. Иосиф Флавий, «Иудейские древности» 20:200), фарисеи даже к Павлу относились со снисхождением (Деян. 23:9). Если Иехошуа бен Ханания еще вступает с иудеохристианами в дискуссии, то рабби Тарфон уже считал, что они хуже язычников (Тосеф. Шаб. 13:5), а Ишма‘эль бен Элиша (Ав. Зар. 27б; Тосеф. Хул. 2:22) запрещает обращаться к ним даже для спасения жизни (Пиккуах-нефеш). Изменения, которые в начале II веке вносит танна Шмуэль ха-Катан Амиду (12-я бенедикция), свидетельствует о полном отторжении иудеохристиан от среды еврейского народа.
После 150 году группы иудеохристиан как еретические отвергает также римская христианская церковь. Но позднее отцами церкви иудеохристиане воспринимались скорее в роли «заблудших братьев», чем еретиков. Предположительно, иудеохристиане повлияли на то, что христиане продолжал пользоваться еврейским календарем вплоть до Первого Никейского собора, состоявшегося в 325 году. Евсевий в IV веке именовал иудеохристиан «обольщенными, но не оторванными от Господа», и только Епифаний IV — начала V века окончательно внёс их в список еретиков; в его время в пограничных с Землёй Израиля странах ещё имелись синагоги эбионитов и разрозненные остатки элксаитов.
Иоанн Златоуст утверждал, что в шаббаты и иудейские праздники синагоги были полны христиан, особенно женщин, которые любили торжественность еврейской литургии, любили слушать шофар в Рош ха-Шана и аплодировали известным проповедникам по тогдашнему обычаю. Более поздняя апологетическая теория состоит в том, что вместо этого он пытался убедить иудеохристиан, которые веками поддерживали связи с евреями и иудаизмом, сделать выбор между иудаизмом и христианством.
В V веке, а по некоторым данным, в VI веке, иудеохристиане, видимо, ассимилируются в среде христиан, внеся иудейские элементы в другие, более поздние секты. Тем не менее иудеохристиане ещё долго были в восприятии христиан синонимом еретиков.
На преемство с иудеохристианами претендуют некоторые группы евреев в XVIII—XX веков, последователи учений, которые сочетают основные догматы христианства с элементами иудаизма, так называемые христианствующие.
Новейшие исследования связаны с анализом иудейских корней исторического Иисуса. Переоценка семьи Иисуса, особенно роли, которую сыграл брат Иаков после его смерти, привела исследователей, например, швейцарского теолога и священника Ханса Кюнга, к предположению, что имелась ранняя форма неэллинистического «иудейского христианства», подобного эбионитам, которые не признавали божественности Иисуса и преследовались как римскими, так и христианскими властями. Кюнг полагает, что эти иудействующие христиане осели в Аравии, и возможно, что они повлияли на ту историю Христа, которая изображена в Коране.